# Those Who Love
Those Who Love é um filme britânico de 1929, do gênero drama, dirigido por Manning Haynes e estrelado por Adele Blanche, William Freshman e Carol Goodner. Foi baseado no romance Mary Was Love, de Guy Fletcher. Anna Neagle fez sua estreia no filme, em um papel pequeno.

## Elenco
- Adele Blanche ... Mary / Lorna
- William Freshman ... David Mellor
- Lawson Butt ... Joe
- Carol Goodner ... Anne
- Hannah Jones ... Babe
- Dino Galvani ... Francês
- Anna Neagle ... Papel pequeno